# Rezerwuar termiczny
Rezerwuar termiczny, także zbiornik energii termicznej, łaźnia cieplna, blok grzejny – układ termodynamiczny z pojemnością cieplną na tyle dużą, że kiedy jest w kontakcie termicznym z innym układem termodynamicznym lub otoczeniem, jego temperatura pozostaje faktycznie stała. Jest to teoretyczny nieskończony zasób energii cieplnej o zadanej, stałej temperaturze. Kiedy ciepło jest transportowane do albo z rezerwuaru termicznego, jego temperatura nie zmienia się z powodu nieskończonej pojemności cieplnej. Dlatego może być źródłem ciepła albo rozpraszaczem ciepła.
Jeziora, oceany i rzeki często służą jako rezerwuary termiczne w procesach geofizycznych, takich jak pogoda. W nauce o atmosferze, wielkie masy powietrza w atmosferze często funkcjonują jako rezerwuary termiczne.
Mikrokanoniczna suma statystyczna {\displaystyle Z(E)} rezerwuaru termicznego o temperaturze {\displaystyle T} ma własność:
{\displaystyle Z(E+\Delta E)=Z(E)e^{\Delta E/k_{B}T},}
gdzie {\displaystyle k_{B}} jest stałą Boltzmanna.
Gdy dodaje się określoną ilość energii {\displaystyle \Delta E,} suma {\displaystyle Z(E)} mnoży się przez współczynnik wykładniczy {\displaystyle e^{\Delta E/k_{B}T},} który można wywieść z odwrotności czynnika Boltzmanna.